# Pteria (Capadocia)

Ubicación de Pteria al Este del río Halis.

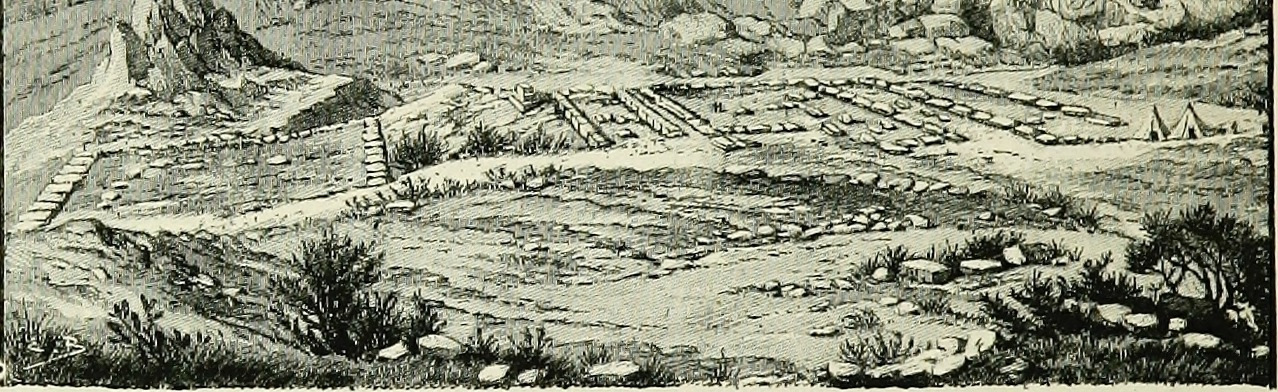
Las ruinas de Pteria del libro " Historia de Egipto, Caldea, Siria, Babilonia y Asiria (1903) "

Pteria ( en griego antiguo: Πτερία) fue una ciudad en el norte de Capadocia. Actualmente está en ruinas.
Hacia el 547 a. C., Creso tomó la ciudad e hizo esclavos a sus habitantes. Ciro marchó contra Creso, encontrándose ambos ejércitos en Pteria, y se libró una batalla cuyo resultado fue indeciso.
Esteban de Bizancio cita dos ciudades con este nombre o uno similar: un Pterium, que él llama una ciudad de los medos, y Pteria, una ciudad en el territorio de Sinope.
Sus ruinas están ubicadas cerca de Kerkenes Dağ, Turquía asiática.